# Woven Hand (album)
Woven Hand  è un album discografico del cantante David Eugene Edwards.

## Brani
1. The Good Hand
2. My Russia
3. Blue Pail Fever
4. Glass Eye
5. Wooden Brother
6. Ain't No Sunshine (preso dal brano originale di Bill Withers)
7. Story and Pictures
8. Arrowhead
9. Your Russia
10. Last Fist